# Udea decrepitalis
Udea decrepitalis là một loài bướm đêm thuộc họ Crambidae. Nó được tìm thấy ở hầu hết châu Âu (except Iceland, Ireland, bán đảo Iberia, the Benelux, Đan Mạch, Hy Lạp, Bulgaria, Croatia, Hungary và Ukraina), phía đông into Nga.
Sải cánh dài 23–27 mm. Con trưởng thành bay từ tháng 5 đến tháng 7.
Ấu trùng ăn Dryopteris carthusiana.